# Tìm kiếm tài năng: Vietnam's Got Talent (mùa 2)
Mùa thứ hai của chương trình Tìm kiếm tài năng: Vietnam's Got Talent do Đài Truyền hình Việt Nam và công ty BHD sản xuất, được phát sóng trên kênh VTV3 từ ngày 2 tháng 12 năm 2012 đến ngày 21 tháng 4 năm 2013. 
Người chiến thắng của mùa này là Trần Hữu Kiên, một luật sư thực tập đến từ Thanh Hóa, với cách biệt chỉ 1% số phiếu bình chọn so với á quân là nhóm xiếc Hoa Mẫu Đơn trong đêm chung kết trao giải.

## Ban giám khảo và dẫn chương trình
Dàn giám khảo của chương trình Tìm kiếm tài năng: Vietnam's Got Talent mùa này không có sự thay đổi so với mùa đầu tiên, với NSƯT Thành Lộc, cựu người mẫu, MC Thúy Hạnh và nhạc sĩ Huy Tuấn. Thanh Bạch được công bố là người dẫn chương trình cho mùa thứ hai trong buổi họp báo phát động mùa mới vào ngày 24 tháng 8 năm 2012.
Một điểm mới trong mùa này là việc giải thưởng cho thí sinh đoạt ngôi vị quán quân được tăng lên 500 triệu đồng, so với 400 triệu đồng ở mùa đầu tiên.

## Phát sóng
Mùa thi thứ hai của chương trình được khởi chiếu lúc 20 giờ chủ nhật hàng tuần trên kênh VTV3, từ ngày 2 tháng 12 năm 2012. Từ vòng bán kết, chương trình sẽ được truyền hình trực tiếp, với các buổi công bố kết quả đêm bán kết được trực tiếp vào lúc 20:00 các ngày thứ ba trên kênh VTV2.

## Vòng sơ tuyển
Buổi sơ tuyển đầu tiên của mùa 2 diễn ra tại Hà Nội từ ngày 23 tháng 9 năm 2012. Sau đó, các vòng sơ tuyển tiếp tục diễn ra tại Hải Phòng - Nghệ An (28 tháng 9), Đà Nẵng (1 tháng 10), Buôn Ma Thuột (3 tháng 10), Nha Trang (6 tháng 10), Kiên Giang - Cần Thơ (10 tháng 10) và TP.HCM (14 đến 16 tháng 10 năm 2012).

## Bán kết
| Chú thích | Giám khảo chọn | Được bình chọn nhiều nhất, vào thẳng chung kết | Được giám khảo chọn vào chung kết | Không được chọn vào chung kết |

### Bán kết 1
- Phát sóng: 20 tháng 1 năm 2013
- Công bố kết quả: 27 tháng 1 năm 2013
- Nghệ sĩ khách mời: Thu Minh

| Thứ tự biểu diễn | Biểu diễn           | Tiết mục           | Lựa chọn của giám khảo | Lựa chọn của giám khảo | Lựa chọn của giám khảo |
| Thứ tự biểu diễn | Biểu diễn           | Tiết mục           | Thành Lộc              | Thúy Hạnh              | Huy Tuấn               |
| ---------------- | ------------------- | ------------------ | ---------------------- | ---------------------- | ---------------------- |
| 1                | Khiếu Hương         | Bellydance         |                        |                        |                        |
| 2                | Huy Hùng & Nhật Duy | Beatbox            |                        |                        |                        |
| 3                | Lê Hoàng Ngọc Ánh   | Hát                |                        |                        |                        |
| 4                | Nhóm Oxy            | Nhảy               |                        |                        |                        |
| 5                | Hoàng Duy Dũng      | Khẩu thuật đàn bầu |                        |                        |                        |
| 6                | Nguyễn Công Đạt     | Nhảy               |                        |                        |                        |
| 7                | Hoàng Khánh Linh    | Hát                |                        |                        |                        |

### Bán kết 2
- Phát sóng: 3 tháng 2 năm 2013
- Công bố kết quả: 24 tháng 2 năm 2013
- Nghệ sĩ khách mời: Phạm Anh Khoa, Nam Hương, Wowy

| Thứ tự biểu diễn | Biểu diễn            | Tiết mục  | Lựa chọn của giám khảo | Lựa chọn của giám khảo | Lựa chọn của giám khảo |
| Thứ tự biểu diễn | Biểu diễn            | Tiết mục  | Thành Lộc              | Thúy Hạnh              | Huy Tuấn               |
| ---------------- | -------------------- | --------- | ---------------------- | ---------------------- | ---------------------- |
| 1                | Nhóm Mosquitoes      | Hát       |                        |                        |                        |
| 2                | Lưu Thị Thiên Phương | Múa       |                        |                        |                        |
| 3                | Nguyễn Tấn Vũ        | Harmonica |                        |                        |                        |
| 4                | Nhóm Free Style      | Nhảy      |                        |                        |                        |
| 5                | Nguyễn Phương        | Ảo thuật  |                        |                        |                        |
| 6                | K'Druynds Kran Jan   | Hát       |                        |                        |                        |
| 7                | Nguyễn Văn Hoàng     | Xiếc      |                        |                        |                        |

### Bán kết 3
- Phát sóng: 3 tháng 3 năm 2013
- Công bố kết quả: 10 tháng 3 năm 2013
- Nghệ sĩ khách mời: Nhóm 365

| Thứ tự biểu diễn | Biểu diễn            | Tiết mục | Lựa chọn của giám khảo | Lựa chọn của giám khảo | Lựa chọn của giám khảo |
| Thứ tự biểu diễn | Biểu diễn            | Tiết mục | Thành Lộc              | Thúy Hạnh              | Huy Tuấn               |
| ---------------- | -------------------- | -------- | ---------------------- | ---------------------- | ---------------------- |
| 1                | Nhóm S.I.N.E.        | Nhảy     |                        |                        |                        |
| 2                | Cao Ngọc Thùy Anh    | Hát      |                        |                        |                        |
| 3                | Trần Trọng Tân       | Nhảy     |                        |                        |                        |
| 4                | Phạm Hồng Minh       | Vẽ       |                        |                        |                        |
| 5                | Nhóm Hệ Mặt Trời     | Nhảy     |                        |                        |                        |
| 6                | Trần Thị Xuân        | Hát      |                        |                        |                        |
| 7                | Võ đường Thanh Phong | Xiếc     |                        |                        |                        |

### Bán kết 4
- Phát sóng: 17 tháng 3 năm 2013
- Công bố kết quả: 24 tháng 3 năm 2013
- Nghệ sĩ khách mời: Mỹ Linh

| Thứ tự biểu diễn | Biểu diễn               | Tiết mục   | Lựa chọn của giám khảo | Lựa chọn của giám khảo | Lựa chọn của giám khảo |
| Thứ tự biểu diễn | Biểu diễn               | Tiết mục   | Thành Lộc              | Thúy Hạnh              | Huy Tuấn               |
| ---------------- | ----------------------- | ---------- | ---------------------- | ---------------------- | ---------------------- |
| 1                | Nguyễn Thu Trang        | Hát        |                        |                        |                        |
| 2                | Nhóm Big Toe            | Nhảy       |                        |                        |                        |
| 3                | Tô Mạnh Linh (Lynk Lee) | Hát        |                        |                        |                        |
| 4                | Nguyễn Trung Đức        | BMX        |                        |                        |                        |
| 5                | Dương Quyết Thắng       | Hát        |                        |                        |                        |
| 6                | Nhóm Amani              | Bellydance |                        |                        |                        |
| 7                | Nhóm Lý Bằng            | Xiếc       |                        |                        |                        |

### Bán kết 5
- Phát sóng: 31 tháng 3 năm 2013
- Công bố kết quả: 7 tháng 4 năm 2013
- Nghệ sĩ khách mời: Hồng Nhung

| Thứ tự biểu diễn | Biểu diễn         | Tiết mục   | Lựa chọn của giám khảo | Lựa chọn của giám khảo | Lựa chọn của giám khảo |
| Thứ tự biểu diễn | Biểu diễn         | Tiết mục   | Thành Lộc              | Thúy Hạnh              | Huy Tuấn               |
| ---------------- | ----------------- | ---------- | ---------------------- | ---------------------- | ---------------------- |
| 1                | Phạm Anh Tú       | Điệu tay   |                        |                        |                        |
| 2                | Trần Hữu Kiên     | Hát        |                        |                        |                        |
| 3                | Nguyễn Trang Linh | Nhảy dây   |                        |                        |                        |
| 4                | Nguyễn Hải Lam    | Bóng đá    |                        |                        |                        |
| 5                | Nhóm HFO          | Nhảy nhóm  |                        |                        |                        |
| 6                | Tường Vi Vân      | Hát        |                        |                        |                        |
| 7                | Nhóm VNFSK        | Trượt giày |                        |                        |                        |

### Bán kết 6
- Phát sóng: 14 tháng 4 năm 2013
- Công bố kết quả: 21 tháng 4 năm 2013
- Nghệ sĩ khách mời: Hiền Thục

| Thứ tự biểu diễn | Biểu diễn             | Tiết mục | Lựa chọn của giám khảo | Lựa chọn của giám khảo | Lựa chọn của giám khảo |
| Thứ tự biểu diễn | Biểu diễn             | Tiết mục | Thành Lộc              | Thúy Hạnh              | Huy Tuấn               |
| ---------------- | --------------------- | -------- | ---------------------- | ---------------------- | ---------------------- |
| 1                | Lương Hồng Khánh An   | Hát      |                        |                        |                        |
| 2                | Nhóm Milky Way        | Nhảy     |                        |                        |                        |
| 3                | Cao Hà Đức Anh        | Hát      |                        |                        |                        |
| 4                | Nhóm V-Hunter         | Nhảy     |                        |                        |                        |
| 5                | Đinh Thùy Dương       | Nhảy     |                        |                        |                        |
| 6                | Nguyễn Mai Nguyên Huy | Ảo Thuật |                        |                        |                        |
| 7                | Nguyễn Kiều Anh       | Hát      |                        |                        |                        |

### Bán kết 7
- Phát sóng: 28 tháng 4 năm 2013
- Công bố kết quả: 5 tháng 5 năm 2013
- Nghệ sĩ khách mời: Nhóm MTV

| Thứ tự biểu diễn | Biểu diễn              | Tiết mục  | Lựa chọn của giám khảo | Lựa chọn của giám khảo | Lựa chọn của giám khảo |
| Thứ tự biểu diễn | Biểu diễn              | Tiết mục  | Thành Lộc              | Thúy Hạnh              | Huy Tuấn               |
| ---------------- | ---------------------- | --------- | ---------------------- | ---------------------- | ---------------------- |
| 1                | Văn Hà My              | Hát       |                        |                        |                        |
| 2                | Đoàn Minh Hoàn         | Múa       |                        |                        |                        |
| 3                | Huỳnh Văn Sáu          | Thổi tiền |                        |                        |                        |
| 4                | Nhóm Opera House       | Nhảy      |                        |                        |                        |
| 5                | Trần Thế Thể Thiên     | Hát       |                        |                        |                        |
| 6                | Nguyễn Thị Huyền Trang | Thổi sáo  |                        |                        |                        |
| 7                | Nhóm Hoa Mẫu Đơn       | Xiếc      |                        |                        |                        |

## Chung kết
| Chú thích | Giám khảo chọn | Được bình chọn nhiều nhất, vào thẳng top 4 | Được giám khảo chọn vào top 4 | Không được chọn vào top 4 |

### Chung kết 1
- Phát sóng: 12 tháng 5 năm 2013

| Thứ tự biểu diễn | Biểu diễn            | Tiết mục        | Lựa chọn của giám khảo | Lựa chọn của giám khảo | Lựa chọn của giám khảo |
| Thứ tự biểu diễn | Biểu diễn            | Tiết mục        | Thành Lộc              | Thúy Hạnh              | Huy Tuấn               |
| ---------------- | -------------------- | --------------- | ---------------------- | ---------------------- | ---------------------- |
| 1                | Hoàng Khánh Linh     | Hát             |                        |                        |                        |
| 2                | Nguyễn Phương        | Ảo thuật        |                        |                        |                        |
| 3                | K'Druynds Kran Jan   | Hát             |                        |                        |                        |
| 4                | Nhóm HFO             | Nhảy            |                        |                        |                        |
| 5                | Dương Quyết Thắng    | Hát             |                        |                        |                        |
| 6                | Trần Hữu Kiên        | Hát             |                        |                        |                        |
| 7                | Võ đường Thanh Phong | Võ thuật - Xiếc |                        |                        |                        |

### Chung kết 2
- Phát sóng: 19 tháng 5 năm 2013

| Thứ tự biểu diễn | Biểu diễn              | Tiết mục | Lựa chọn của giám khảo | Lựa chọn của giám khảo | Lựa chọn của giám khảo |
| Thứ tự biểu diễn | Biểu diễn              | Tiết mục | Thành Lộc              | Thúy Hạnh              | Huy Tuấn               |
| ---------------- | ---------------------- | -------- | ---------------------- | ---------------------- | ---------------------- |
| 1                | Nguyễn Thị Huyền Trang | Thổi sáo |                        |                        |                        |
| 2                | Cao Hà Đức Anh         | Hát      |                        |                        |                        |
| 3                | Nguyễn Công Đạt        | Nhảy     |                        |                        |                        |
| 4                | Nguyễn Kiều Anh        | Hát      |                        |                        |                        |
| 5                | Phạm Hồng Minh         | Vẽ       |                        |                        |                        |
| 6                | Nhóm Hoa Mẫu Đơn       | Xiếc     |                        |                        |                        |
| 7                | Nhóm Lý Bằng           | Xiếc     |                        |                        |                        |

### Công bố gọi tên
| Biểu diễn         | Tiết mục | Kết quả        |
| ----------------- | -------- | -------------- |
| Cao Hà Đức Anh    | Hát      | Thúy Hạnh gọi  |
| Dương Quyết Thắng | Hát      | Không được gọi |
| Nguyễn Kiều Anh   | Hát      | Thành Lộc gọi  |
| Nguyễn Phương     | Ảo thuật | Không được gọi |

## Gala trao giải
Đêm Gala và lễ trao giải diễn ra tại sân khấu Lan Anh, Thành phố Hồ Chí Minh.
- Trực tiếp: 26 tháng 5 năm 2013

| Thứ tự | Biểu diễn        | Tiết mục | Kết quả chung cuộc |
| ------ | ---------------- | -------- | ------------------ |
| 1      | Cao Hà Đức Anh   | Hát      | Đồng hạng ba       |
| 2      | Nguyễn Kiều Anh  | Hát      | Đồng hạng ba       |
| 3      | Trần Hữu Kiên    | Hát      | Quán quân          |
| 4      | Nhóm Hoa Mẫu Đơn | Xiếc     | Á quân             |